# Дембіна (Шамотульський повіт)
Дембіна (пол. Dębina) — село в Польщі, у гміні Пневи Шамотульського повіту Великопольського воєводства.
Населення — 215 осіб (2011).
У 1975-1998 роках село належало до Познанського воєводства.

## Демографія
Демографічна структура станом на 31 березня 2011 року:
|          | Загалом | Допрацездатний вік | Працездатний вік | Постпрацездатний вік |
| -------- | ------- | ------------------ | ---------------- | -------------------- |
| Чоловіки | 105     | 22                 | 75               | 8                    |
| Жінки    | 110     | 29                 | 62               | 19                   |
| Разом    | 215     | 51                 | 137              | 27                   |